# Joss Stone
Joss Stone, pseudonimo di Joscelyn Eve Stoker (Dover, 11 aprile 1987), è una cantautrice e attrice britannica.
Interprete di brani di grande successo come Tell Me What We're Gonna Do Now, nel corso della sua carriera ha pubblicato 11 album e vinto 2 Brit Award e 1 Grammy Award. Ha venduto circa 15 milioni di dischi a livello globale.

## Biografia

### Primi anni
Joss Stone è nata a Dover l'11 aprile 1987, terza di quattro figli. Il padre era un uomo d'affari che si occupava essenzialmente dell'esportazione di frutta e noccioline; la madre ricopriva il ruolo di ragioniera nella stessa azienda del marito. Passa la sua adolescenza ad Ashill, un piccolo villaggio nei pressi di Cullompton.
Stone fa la sua prima apparizione in pubblico all'Uffculme Comprehensive School, la scuola che frequenta, con una cover della canzone Reet Petite di Jackie Wilson. Debutta sulle scene musicali a soli 16 anni, nonostante i timori che fosse troppo giovane e ancora immatura per affrontare il mondo dello spettacolo. Il New York Post la definisce una cantante con una «vena ricca, profonda, piena di soul, contrariamente a qualsiasi cantante della sua generazione».

### The Soul Sessions(2003)
Nel 2003 Stone pubblica The Soul Sessions, un album di cover di canzoni soul meno note, che ottiene un buon successo: vende in tutto il mondo 4 milioni di copie e suscita una discreta attenzione della critica, perché si distacca dagli altri album in commercio. In supporto all'album, gira in tour per tutto il mondo.

### Mind, Body & Soul(2005)

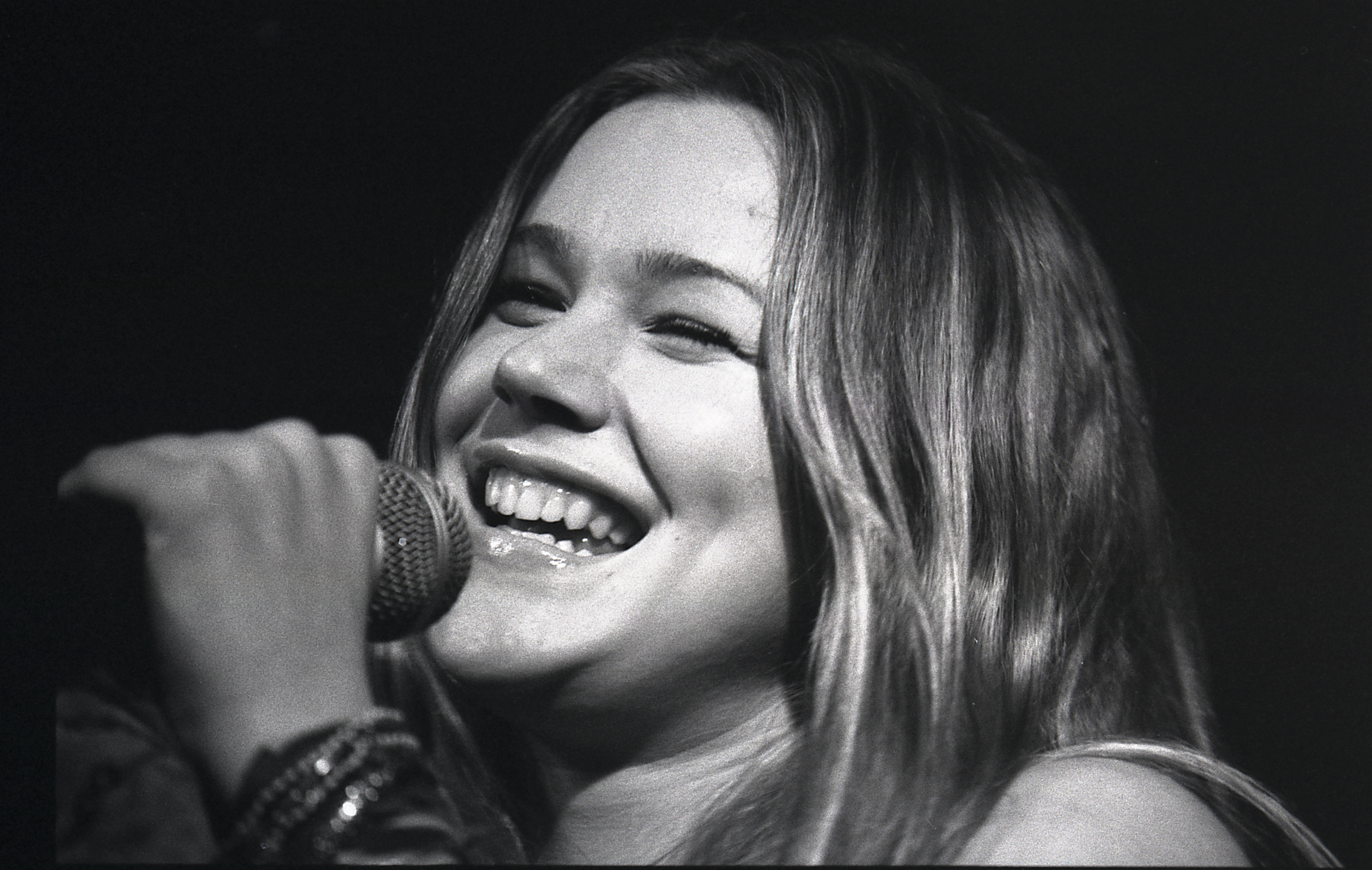
Joss Stone in concerto a Milano nel 2005

Il suo primo album di inediti è Mind, Body & Soul. Vende circa 4 milioni e mezzo di copie e ottiene un buon successo anche negli USA, con 1 milione di copie e il disco di platino.
Stone conquista la nomination per 3 Grammy Awards, tra cui quella come Miglior Artista Emergente (Best New Artist): durante la cerimonia di premiazione esegue un omaggio a Janis Joplin con Melissa Etheridge. La loro interpretazione di Cry Baby/Piece of My Heart esce come singolo e diventa la sua prima canzone a entrare nella Top 40 statunitense.
Sempre nel 2005 Stone partecipa a diversi show della televisione statunitense, tra cui The Oprah Winfrey Show intervistata da Oprah Winfrey, e colleziona presenze su molte riviste, da Rolling Stone a Vanity Fair, oltre alla copertina di Elle.
In luglio si esibisce al concerto Live 8 a Londra. Appare sul palco con James Brown, The Rolling Stones, Elton John, Patti Labelle, Mavis Staples, Donna Summer e Smokey Robinson. È protagonista di due delle maggiori campagne pubblicitarie di Gap.
Nel febbraio 2006, si unisce a Stevie Wonder, John Legend e India.Arie per lo show pre-partita del Super Bowl XL, mentre nella serata dei Grammy Awards appare con Legend e Van Hunt cantando un medley di successi della star del soul Sly Stone. La loro cover di Family Affair, che appare nell'album di tributo agli Sly Stone Family Different Strokes By Different Folks, vince un Grammy Award nel 2007 come Migliore R&B Performance di duo o gruppo.
In novembre Stone conquista la platea dell'Uk Music Hall of Fame Awards con la sua interpretazione di Son of a Preacher Man di Dusty Springfield.

### Introducing Joss Stone(2007)
Nel 2007 la Virgin Records pubblica il suo terzo album, Introducing Joss Stone: «Questo è il primo album che ho fatto che mi rappresenti totalmente. Ecco perché l'ho chiamato Introducing Joss Stone. Queste sono le mie parole, e questo è ciò che sono come artista».

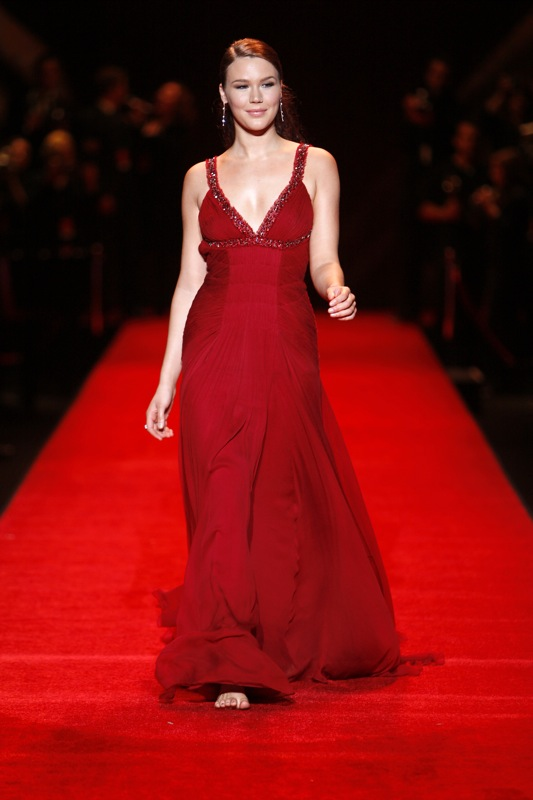
Joss Stone al The Heart Truth Fashion Show nel 2008

### Colour Me Free!(2009)
Previsto in uscita a luglio, Colour Me Free! è oggetto di una battaglia legale, che Stone ingaggia senza successo con la EMI, la sua casa discografica, per pubblicare l'album come indipendente.
Il lancio avviene il 20 ottobre 2009. Composto da 12 tracce, è anticipato dal singolo Free Me, allusivo della battaglia legale, in rotazione da fine settembre. L'album debutta alla posizione numero 10 in USA, vendendo 27 000 copie nella prima settimana e raggiunge la posizione numero 75 in Gran Bretagna, suo paese natale.

### LP1(2011)
LP1, quinto album in studio e primo da etichetta indipendente, annunciato in uscita il 26 luglio 2011, debutta in Italia alla posizione numero 80, negli Stati Uniti alla numero 9 e nel suo paese natale alla numero 36 della UK top 40.

### SuperHeavy (2011)
SuperHeavy è il supergruppo di cui fa parte l'artista britannica, unitamente al leader dei Rolling Stones Mick Jagger, all'ex Eurythmics Dave Stewart, al compositore di colonne sonore indiano A. R. Rahman e a Damian Marley, figlio di Bob Marley. Nell'agosto del 2011 è pubblicato su YouTube il video del loro primo singolo Miracle Worker, che fa parte degli inediti registrati dalla band nel giro di tre settimane a Los Angeles, coordinata in studio da Stewart.
Il 14 giugno 2011, la polizia inglese arresta due uomini a Cullompton (Mid Devon, Inghilterra), nei pressi della casa della cantante. I due malviventi sono processati dal Tribunale Exeter per cospirazione nel volerla derubare, uccidere e cagionarle gravi lesioni personali: dalle indagini sembra che volessero decapitarla.

### The Soul Sessions Vol. 2(2012)

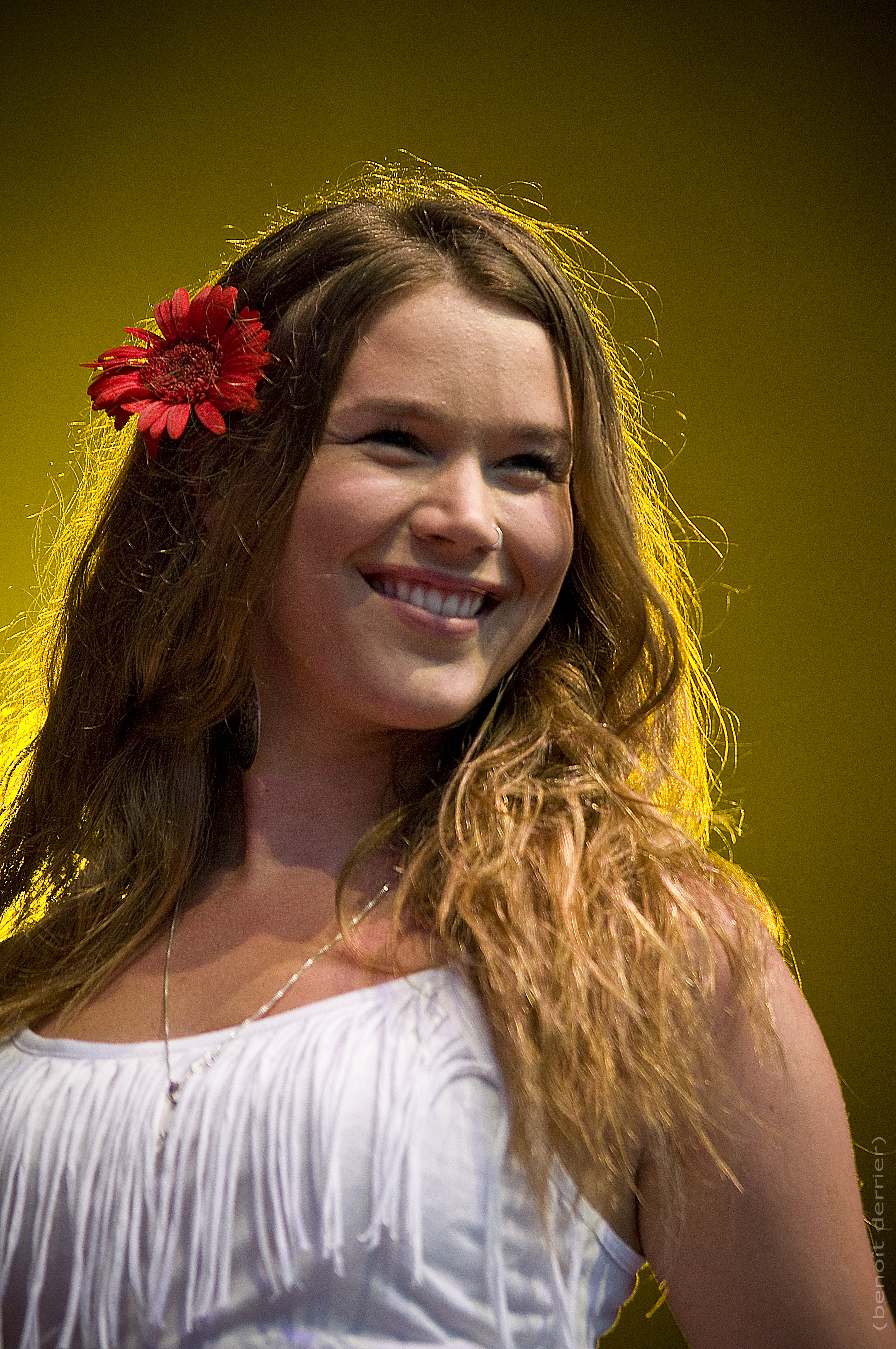
Joss Stone in concerto a Stoccolma nel 2009

Dopo la tournée mondiale per la promozione dell'album LP1, a fine primavera del 2012 Joss Stone annuncia tramite Facebook l'uscita il 31 luglio 2012 del suo sesto album in studio da solista, The Soul Sessions Vol. 2. L'album è il secondo volume di The Soul Sessions del 2003, pubblicato dalla stessa etichetta, la S-Curve Records, e dall'etichetta indipendente della cantante, la Stone'd Records. La copertina del disco è resa disponibile l'8 giugno 2012.

### Water for Your SouleProject Mama Earth(2015-2019)
Nel giugno 2015 pubblica il singolo The Answer, che anticipa l'uscita del suo settimo disco in studio. Il 31 luglio seguente esce Water for Your Soul, album reggae/R&B pubblicato dalla S-Curve Records e dall'etichetta personale dell'artista Stone'd Records. Il disco vede la partecipazione di Damian Marley sia come artista nel brano Wake Up che come coproduttore.
Nel 2017 Joss Stone prende parte al supergruppo Project Mama Earth insieme a Nitin Sawhney, Jonathan Shorten, Jonathan Joseph e Étienne M'Bappé. Il gruppo pubblica un album omonimo, ispirato alla musica africana ed al concetto di Madre Natura. Nell'ottobre 2018 l'artista viene inserita nel cast della quinta stagione della serie TV Empire.
Nel 2019 Joss Stone duetta con James Morrison nel brano My Love Goes On e parte per il Total World Tour, un tour che si pone come obiettivo quello di toccare ogni singola nazione del mondo, anche quelle meno fortunate e stabili: la Stone supera illegalmente i confini della Siria pur di esibirsi in tale nazione, come lei stessa ha successivamente rivelato. Oltre che in Siria, Stone si esibisce anche in altre nazioni generalmente escluse dalle tournée di cantanti occidentali come Corea del Nord, Turkmenistan ed Iran.

### Never Forget My LoveeMerry Christmas Love(2020-presente)
Nell'aprile 2020 Joss Stone pubblica il singolo Lean On Me. Fa seguito a ciò un altro intitolato Walk With Me, pubblicato nel dicembre 2020. Dopo aver pubblicato altri singoli nel corso del 2021, nel febbraio 2022 pubblica l'album Never Forget My Love, eseguendo successivamente un tour mondiale per la promozione del disco. Sempre nel corso del 2020, lancia un podcast chiamato A Cuppa Happy sulla tematica della felicità. Il 30 settembre 2022 l'artista pubblica il suo primo album natalizio Merry Christmas, Love, progetto che include cover di celebri brani natalizi come Jingle Bells e Have Yourself a Merry Little Christmas.

## Filantropia
Joss Stone ha fatto parte della band Aid 20 il 14 novembre 2004 a beneficio del Darfur. Il gruppo, costituito da nomi importanti della musica pop inglese, quali Chris Martin dei Coldplay e Bono degli U2, ha registrato una cover della canzone del 1984 Do They Know It's Christmas?.
Nell'aprile 2005 ha cantato con Patti LaBelle, Gladys Knight, Debbie Harry e Blondie Save the Music: A Concert to Benefit the VH1 Save the Music Foundation.
Per richiamare l'attenzione sul pericolo dell'AIDS, Joss Stone, ha cantato Sing insieme all'autrice, Annie Lennox, ad Anastacia e ad altri artisti.
È stata testimonial della campagna PETA in favore del vegetarismo con un manifesto, in cui il suo volto appare accanto a quello di un gallo, con la scritta: «I am Joss Stone and I am a vegetarian».

## Vita privata
È sposata con Cody DaLuz. La coppia ha due figli, una femmina ed un maschio.

## Discografia

### Album in studio
- 2003 – The Soul Sessions
- 2004 – Mind, Body & Soul
- 2007 – Introducing Joss Stone
- 2009 – Colour Me Free!
- 2011 – LP1
- 2012 – The Soul Sessions Vol. 2
- 2015 – Water for Your Soul
- 2022 – Never Forget My Love
- 2022 – Merry Christmas, Love

## Filmografia
- American Dreams - Episodio Starting Over (2005)
- Eragon (2006)
- I Tudors - 5 episodi (2011)
- Tomorrow (2016)
- Empire - 3 episodi (2018)

## Videogiochi
Joss Stone ha doppiato il suo personaggio nel videogioco 007 Blood Stone, insieme a Daniel Craig, scrivendo e cantando la canzone intro tipica dei film.